# معتمدية المرناقية
معتمدية المرناقية إحدى معتمديات الجمهورية التونسية، تابعة لولاية منوبة.